# Teodor Lenkiewicz
Teodor Kazimierz Lenkiewicz (ur. 27 kwietnia 1936 w Warszawie, zm. 17 marca 2022 we Włocławku) – polski duchowny katolicki, Kapelan Jego Świątobliwości, publicysta. Organizator i wieloletni proboszcz parafii Najświętszej Maryi Panny Królowej Polski we Włocławku.

## Życiorys
Pochodził z parafii św. Stanisława Biskupa Męczennika w Brześciu Kujawskim. Jego rodzicami byli Mieczysław (1898-1938) i Eleonora (1894-1994). Ukończył Wyższe Seminarium Duchowne we Włocławku. W latach 1958–61 studiował na Wydziale Teologii Katolickiego Uniwersytetu w Lublinie. Święcenia kapłańskie uzyskał 21 czerwca 1959 r. Miał tytuł naukowy magister licencjat. Od 1 sierpnia 1961 do 1963 r. był wikariuszem Katedry Wniebowzięcia Najświętszej Maryi Panny we Włocławku. Następnie był administratorem parafii Nawiedzenia Najświętszej Maryi Panny w Zadusznikach. Od 16 czerwca 1981 r. do 15 sierpnia 1982 r. ponownie był wikariuszem parafii katedralnej. Do czasu utworzenia duszpasterstwa garnizonowego we Włocławku w 1992 r. wraz z Orionistami pełnił sporadycznie niektóre posługi dla wojskowych. W latach 1973–1990 był tajnym współpracownikiem Służb Bezpieczeństwa o pseudonimie Ryszard. Z tego powodu występuje na tzw. Liście Wildsteina.

### Proboszcz parafii NMP Królowej Polski we Włocławku

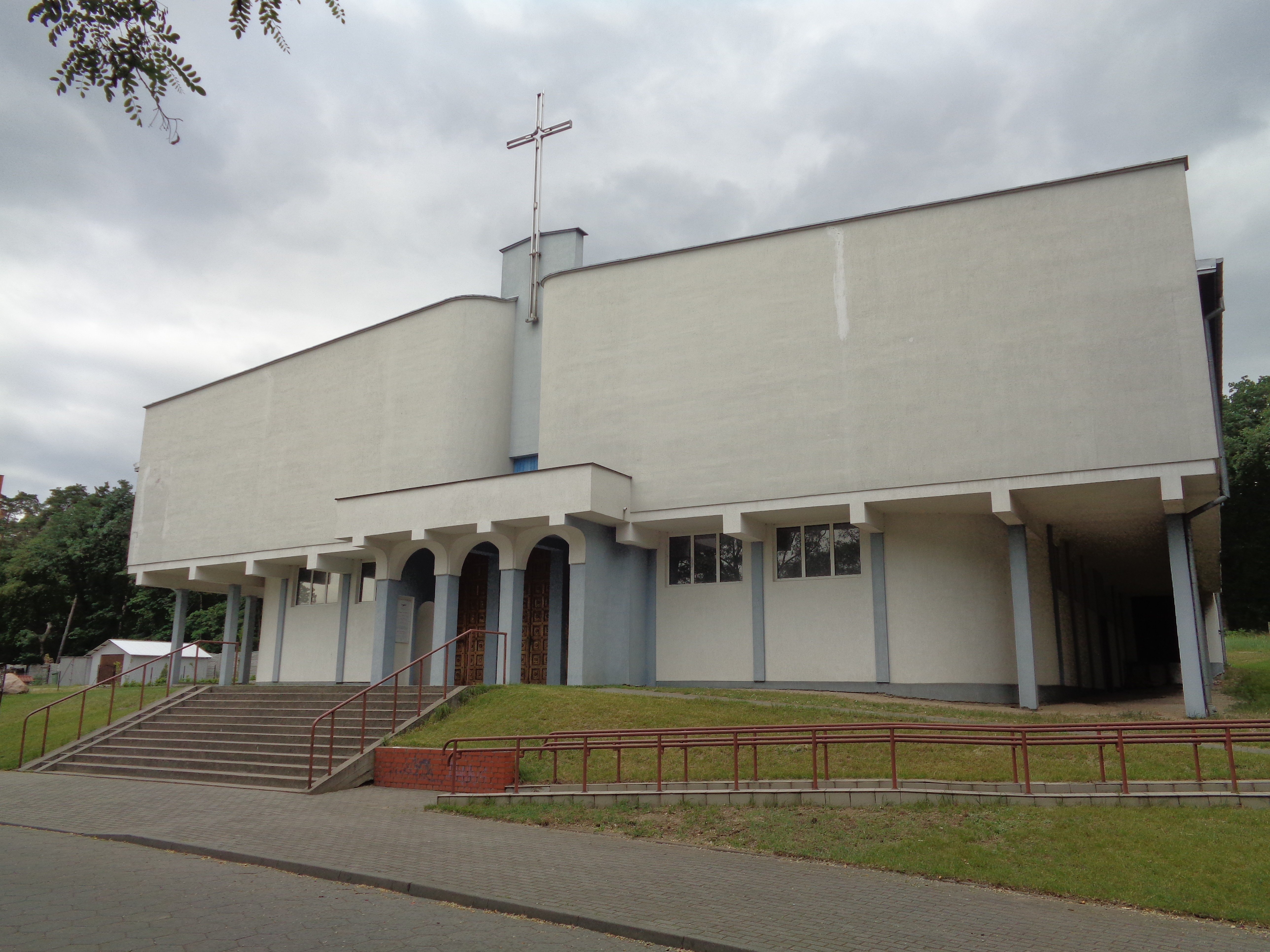
Kościół NMP Królowej Polski we Włocławku

Już w latach 60. postulował potrzebę utworzenia parafii we włocławskiej dzielnicy Zawiśle, włączonej w granice miasta w 1947 roku. Pod koniec lat 70. biskup Jan Zaręba nabył działkę na Zawiślu z przeznaczeniem na budowę Kościoła, który miał być jednak filią parafii katedralnej. W marcu 1981 r. ksiądz Lenkiewicz przekonał biskupa do pomysłu utworzenia nowej parafii. 22 kwietnia złożył w tej sprawie oficjalną prośbę do Kurii Diecezjalnej. Z dniem 16 czerwca 1981 r. biskup Zaręba zwolnił go ze stanowiska administratora parafii w Zadusznikach i jednocześnie, jako wikariuszowi katedralnemu, powierzył mu misję utworzenia parafii na Zawiślu. W styczniu 1982 r. w imieniu parafii nabył działkę przy ul. Krokusowej 1/3, na której powstała tymczasowa kaplica. Parafia pw. Najświętszej Maryi Panny we Włocławku została erygowana dekretem biskupa Zaręby z 14 sierpnia 1982 roku. Tym samym ks. Lenkiewicz został administratorem parafii. 20 listopada 1982 r. Kuria Diecezjalna we Włocławku skierowała do Wydziału do spraw Wyznań Urzędu Wojewódzkiego we Włocławku prośbę o mianowanie ks. Lenkiewicza proboszczem. 16 grudnia 1982 r. Wydział wyraził zgodę. 4 lipca 1983 r. ksiądz Lenkiewicz uzyskał zgodę na budowę Świątyni parafialnej. 13 kwietnia 1985 r. położył pierwszą cegłę pod budowę Kościoła, która trwała do 1995 roku. Msze zaczęto w nim odprawiać regularnie od 1996 roku. 
W kolejnych latach ks. Lenkiewicz rozwijał życie wspólnoty. Zorganizował wspólnoty: Koło Żywego Różańca, Koło Akcji Katolickiej i Domowy Kościół. W 1996 r. został Diecezjalnym Asystentem Kościelnym Akcji Katolickiej. Od 1998 r. wydawał miesięcznik parafialny Wspólnota Zawiślańska. Z uwagi na patronkę parafii organizował regularne pielgrzymki do Bazyliki na Jasnej Górze. 
W 2012 r. przeszedł na emeryturę. Na stanowisku proboszcza zastąpił go ks. Józef Miłek. Na emeryturze zamieszkał w Domu Księży Emerytów przy ul. Kościelnej na włocławskim Michelinie, gdzie zmarł 17 marca 2022 roku. Jego pogrzeb odbył się 19 marca pod przewodnictwem biskupa seniora Wiesława Meringa. Spoczął w kwaterze duchownych (82A/3/40A) cmentarza komunalnego we Włocławku.

### Pozostała działalność

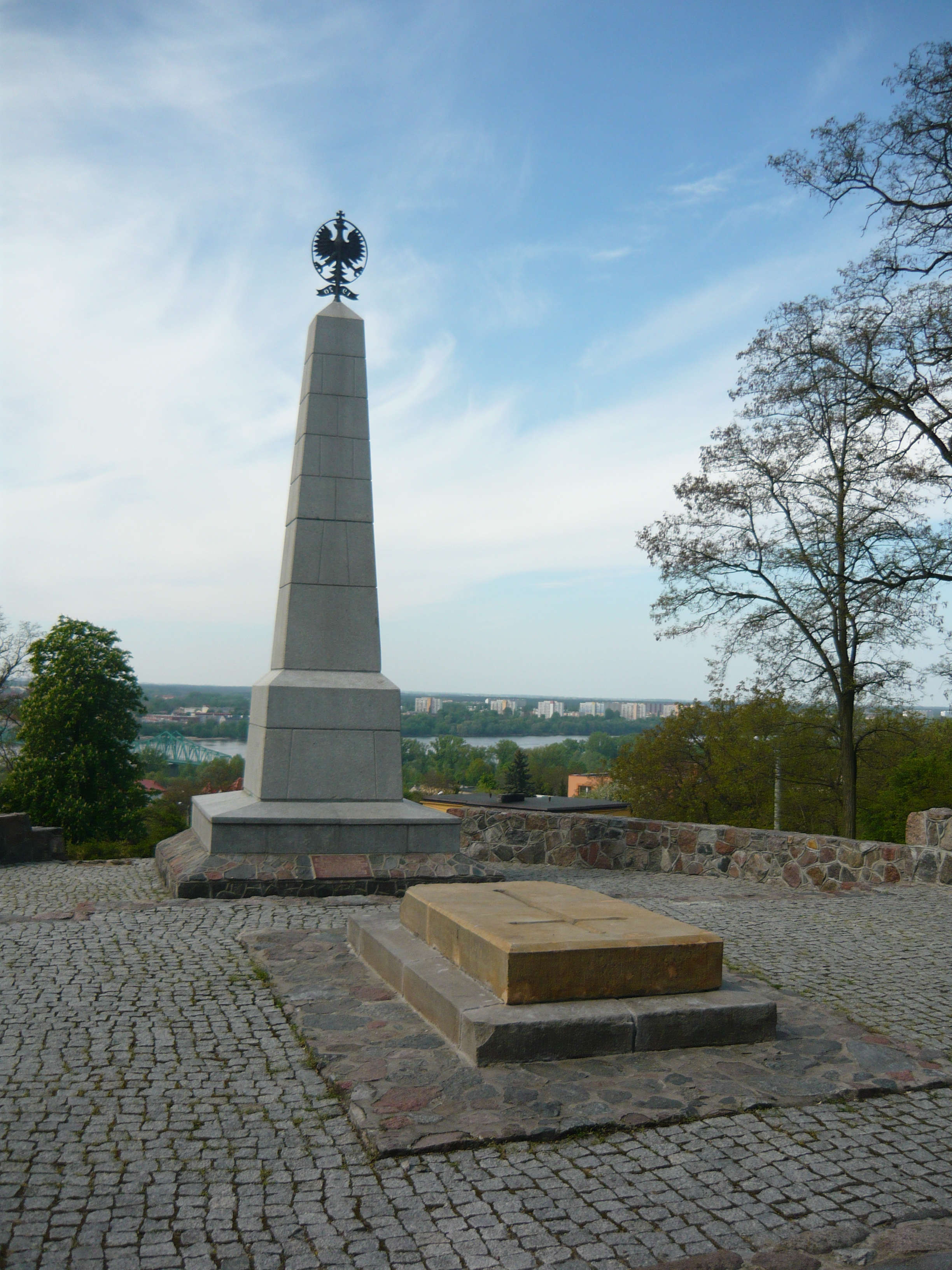
Pomnik Poległych Obrońców Wisły 1920 r. we Włocławku

Wraz z Bartłomiejem Kołodziejem był jednym z głównych inicjatorów odbudowy Pomnika Poległych Obrońców Wisły 1920 roku. W 1988 r. został członkiem zwyczajnym Obywatelskiego Komitetu Odbudowy Pomnika Poległych Obrońców Wisły 1920 r. we Włocławku, który w latach 1989-90 stanął na terenie jego parafii. Od tej pory ks. Lenkiewicz odprawiał corocznie mszę pod pomnikiem w rocznicę działań wojennych w sierpniu 1920 r. na terenie Włocławka. Był też jednym z inicjatorów ustawienia Krzyża-Pomnika na tamie we Włocławku upamiętniającego męczeńską śmierć Jerzego Popiełuszki.
W 1979 r. został członkiem klubu naukowodyskusyjnego „Krąg” przy Wyższym Seminarium Duchownym we Włocławku. Klub był zalążkiem odrodzonego w 1984 r. Towarzystwa Teologicznego we Włocławku. Ks. Lenkiewicz brał jednak sporadyczny udział w spotkaniach grupy. W roku akademickim 1999/2000 wygłosił referat dla członków Towarzystwa. Publikował na łamach wydawanego przez nie pisma Studia Włocławskie. Pisywał także do tygodników Przewodnik Katolicki i Niedziela włocławska, pism Ład Boży, Ateneum Kapłańskie, Biuletynu Przewodnickiego Kujawskiego Oddziału Polskiego Towarzystwa Turystyczno-Krajoznawczego we Włocławku oraz Kroniki Diecezji Włocławskiej. Jest autorem publikacji: Refleksje przy pomniku... (2002) na temat Pomnika Obrońców Wisły 1920 roku, Przez 25 lat na Zawiślu (2007) nt. Parafii Najświętszej Maryi Panny we Włocławku oraz współautorem książki Świadkowie Jehowy: apostołowie czy intruzi (1990) wraz z Wojciechem Hancem. W swoich publikacjach dotyka tematu historii włocławskiej dzielnicy Zawiśle i istniejącej wcześniej miejscowości Szpetal Dolny. W 2013 r. wygłosił referat nt. historii szkoły w Szpetalu Dolnym, późniejszym Zawiślu. W latach 1989–1992 należał do komitetu redakcyjnego opracowującego Księgę Pamiątkową Gimnazjum i Liceum Ziemi Kujawskiej we Włocławku wydaną z okazji jubileuszu 90-lecia szkoły w 1991 roku.
24 października 1988 r. na Międzynarodowym Kongresie Rodzin w Wiedniu spotkał Matkę Teresę z Kalkuty. Spotkanie to opisał na łamach czasopism Ład Boży (nr 26/1988) i Niedziela włocławska (42/2003). 
W 1996 r. został kapelanem Jego Świątobliwości i prałatem seniorem kapituły katedralnej we Włocławku. Wcześniej był dziekanem Dekanatu Włocławskiego I i prałatem-kustoszem Kapituły Bazyli Katedralnej. Należał do Diecezjalnej Komisji Sztuki, Budownictwa Sakralnego i Kościelnego.

### Uhonorowanie
25 kwietnia 2000 roku postanowieniem Prezydenta Rzeczypospolitej Polskiej Aleksandra Kwaśniewskiego za zasługi w działalności społecznej został odznaczony Srebrnym Krzyżem Zasługi. 2 października 2009 r. podczas jubileuszowej wystawy Historia włocławskiego muzeum 1909-2009 w gmachu Zbiorów Sztuki Muzeum Ziemi Kujawskiej i Dobrzyńskiej we Włocławku otrzymał medal jako wyraz wdzięczności za wspieranie placówki.